# الخطوط الجوية الألمانية هانزا
الخطوط الجوية الألمانية هانزا (منذ عام 1933 تحمل اسم لوفتهانزا الألمانية والمعروفة أيضًا باسم لوفت هانزا أو دي أل أتش) شركة طيران ألمانية، كانت تعمل حاملة علم البلاد خلال السنوات اللاحقة من جمهورية فايمار وفي جميع أنحاء ألمانيا النازية.
على الرغم من أن دويتشه لوفت هانزا كانت الشركة السابقة لشركة الطيران الألمانية الحديثة لوفتهانزا (التي تأسست في عام 1953) لكن لا يوجد أي اتصال قانوني بين الاثنين.

## التاريخ

### العشرينات
تأسست دويتشه لوفت هانزا في 6 يناير 1926 في برلين. كان اسم الشركة عبارة عن «دويتشه لوفت» («الطيران الألماني» باللغة الألمانية)، و «هانزا» (من الرابطة الهانزية، وهي مجموعة تجارية قوية من العصور الوسطى). تعني كلمة «هانزا» أيضًا «البجعة» في اللغة السنسكريتية، وتشبه الطائر الموضح في شعار الشركة. تم إنشاء شركة الطيران عن طريق دمج شركة دويتشر ايرو لويد (شركة طيران تم إنشاؤها في عام 1923 من شركة دي أل أر أو
دويتشه لوفت ريديري السابقة من قبل شركة الكهرباء العامة و Luftschiffbau Zeppelin ودورنير للطائرات كتعاون بين شركات الشحن نورث جيرمن لويد وهامبورغ أمريكا لاين) ويونكرز لوفتفيركير، شركة الطيران الداخلية يونكرز. تم اتخاذ هذا الإجراء نتيجة لمبادرة من الحكومة الألمانية كانت تأمل في تقليل مقدار الدعم المالي الذي قدمته لشركتي الطيران المملوكتين جزئياً للدولة، اللتين كانتا تعانيان من ديون ثقيلة في ذلك الوقت.